# Fethi Benslama

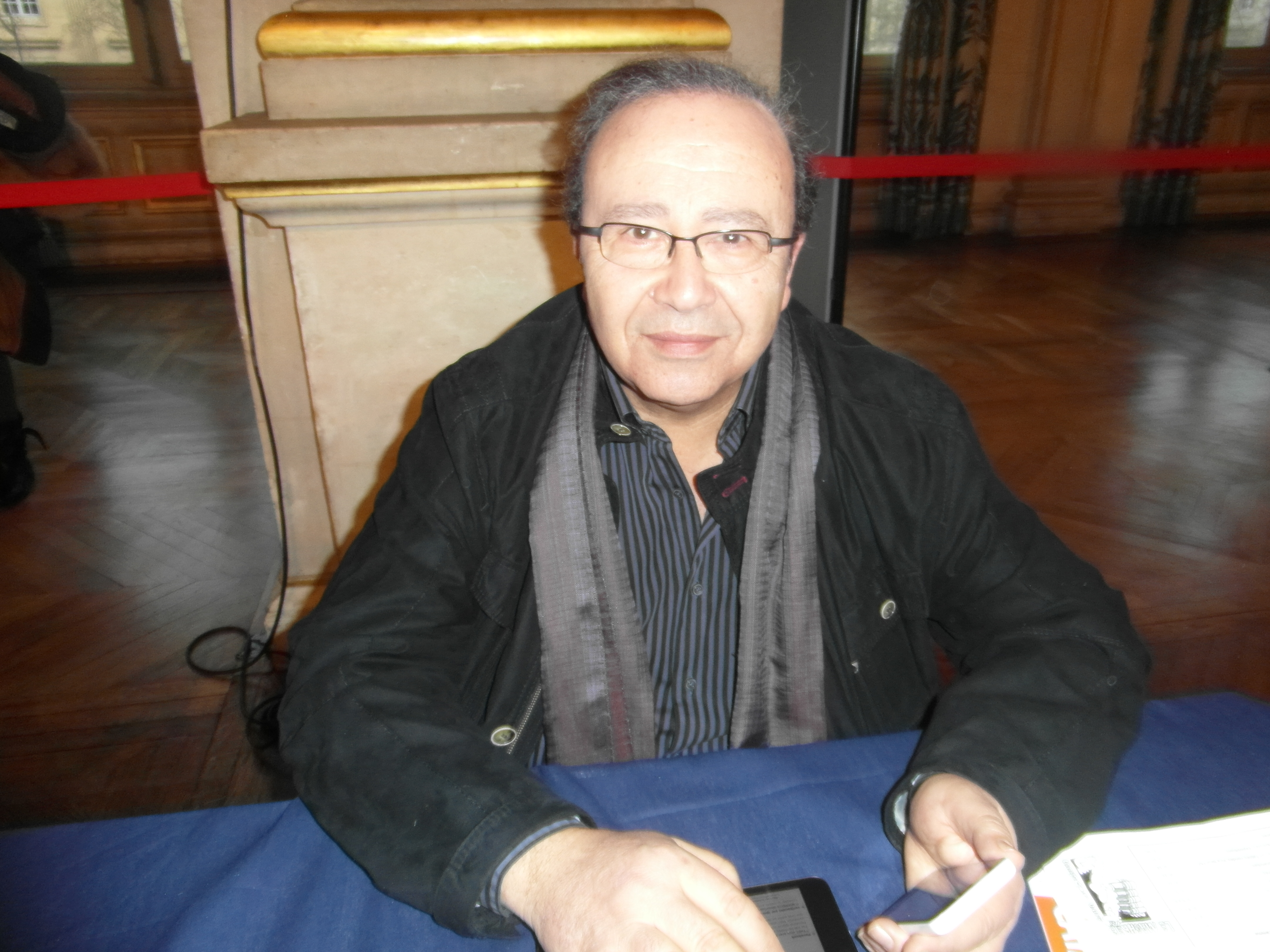
Fethi Benslama (2015)

Fethi Benslama (geboren am 31. August 1951 in Salakta, Tunesien) ist Psychoanalytiker und Professor für Psychoanalyse an der Universität Paris Diderot.

## Leben und Werk
Fethi Benslama forscht und schreibt unter anderem zu den Themen Radikalisierung, Psychoanalyse und Religion und Psychopathologie der Identität. In seiner Arbeit als Psychoanalytiker widmet er sich besonders der Kinderpsychiatrie. In seinem Essay Une Fiction troublante (1994) geht Benslama im Zuge der Fatwa gegen Salman Rushdie auf dessen Werk und den Umgang damit ein. Er gilt als einer der wichtigsten französischsprachigen Forscher zum Islamismus und ist Mitglied der tunesischen Akademie der Wissenschaften sowie Autor zahlreicher Bücher über Psychoanalyse und den Islam. Seine Werke in der deutschen Übersetzung erscheinen im Verlag Matthes & Seitz Berlin.

## Publikationen
- Un furieux désir de sacrifice, le surmusulman, Seuil, Paris 2016
  - dt.: Der Übermuslim. Was junge Menschen zur Radikalisierung treibt, Matthes & Seitz, Berlin 2017
- L’idéal et la cruauté, subjectivité et politique de la radicalisation (s/d), Lignes, 2015
- La guerre des subjectivité en islam, Lignes, Paris 2014
- Soudain la révolution, Denoël, 2011
- Déclaration d’insoumission à l’usage des musulmans et de ceux qui ne le sont pas, Flammarion, 2005, Champs Flammarion, 2011
- La psychanalyse à l’épreuve de l’islam, Aubier 2002; Champs Flammarion, 2004, 2012
  - dt.: Psychoanalyse des Islam. Übers. Monika Mager, Michael Schmid. Matthes & Seitz, Berlin 2017
- La virilité en Islam, en coll. avec Nadia Tazi, Édition de l’Aube, La Tour d’Aigues, 1998
- Une fiction troublante, Éditions de l’Aube, La Tour d’Aigues, 1994
- La nuit brisée, Ramsay, Paris 1988